# Trakai distriktskommune
Trakai distrktskommune (litauisk: Trakų rajono savivaldybė) er en af 60 kommuner i Litauen og en del af Vilnius apskritis. Kommunens hovedsæde er i Trakai by.
Den største by i distriktskommunen er Lentvaris. Andre bymæssige bebygelser er: Paluknys, Trakų Vokė, Dusmenys og Rūdiškės.
Kommunen grænser op til Vilnius bykommune mod øst.

## Geografi
Der er 200 søer i kommunen, hvor Galvė er den dybeste (46,7 m) med sine 21 øer. Galvė dækker et areal på 3.88 km2, Vilkokšnis sø: 3.37 km2 og Skaistis sø: 2.96 km2. I kommunen ligger Trakai historiske nationalpark og Aukštadvaris regionalpark.